# Емілі Бекманн
Емілі Бекманн (дан. Emilie Beckmann, 4 лютого 1997) — данська плавчиня.
Призерка Чемпіонату світу з плавання на короткій воді 2016 року.
Призерка Чемпіонату Європи з водних видів спорту 2018, 2020 років.
Призерка Чемпіонату Європи з плавання на короткій воді 2017, 2019 років.